# Dziurdziewo
Dziurdziewo [dʑurˈdʑɛvɔ] (deutsch Thalheim, bis 1877 Dziurdziau) ist ein Schulzenamt der Gmina Kozłowo (Landgemeinde Groß Koslau, 1938 bis 1945 Großkosel) in Polen. Er liegt im Powiat Nidzicki (Kreis Neidenburg) und gehört der Woiwodschaft Ermland-Masuren an.

## Geographische Lage
Dziurdziewo liegt im Südwesten der Woiwodschaft Ermland-Masuren, 14 Kilometer westlich der Kreisstadt Nidzica (deutsch Neidenburg).

## Geschichte
Das um 1401 Surssen, vor 1785 Dzurdzau, nach 1785 Dziudczau und bis 1877 Dziurdziau genannte kleine Dorf ist vor 1321 gegründet und erstmals um 1397 urkundlich erwähnt worden.
Bereits im 16. Jahrhundert entstand hier eine evangelische Kirche. Im Jahre 1874 wurde das Dorf in den neu errichteten Amtsbezirk Groß Schläfken (polnisch Sławka Wielka) im ostpreußischen Kreis Neidenburg eingegliedert und gehörte ihm bis 1945 an. Seit dem 19. September 1877 führt der Ort die veränderte Bezeichnung „Thalheim“.
287 Einwohner hatte Thalheim im Jahre 1910. Ihre Zahl belief sich im Jahre 1933 auf 292 und 1939 auf 256.
Gemäß Versailler Vertrag im Jahre 1920 hatte Thalheim eigentlich zu den Orten gehört, die an Polen überstellt werden sollten. Nach Artikel 28 war vorgesehen, die Skottau (polnisch Szkotówka) als östliche Grenze des an Polen zu übergebenden Gebiets festzuschreiben. Aber aufgrund einer falschen Einzeichnung in die beigefügte Landkarte und dank der Unkenntnis der polnischen Delegation konnten die deutschen Konferenzteilnehmer den westlich liegenden Lindenauer Fließ (polnisch Lipowska Struga) als „kleine Skottau“ definieren. Thalheim blieb deutsch. Bei der nachfolgenden Volksabstimmung stimmten dann aber auch 182 Dorfbewohner für Deutschland und nur vier für Polen.
Am 20. Januar 1945 wurde der Ort von sowjetischen Truppen besetzt und danach an Polen übergeben. In Kriegsfolge kam Thalheim mit dem gesamten südlichen Ostpreußen zu Polen. Das Dorf erhielt die polnische Namensform „Dziurdziewo“ und ist heute mit dem Sitz eines Schulzenamts (polnisch Sołectwo) eine Ortschaft im Verbund der Gmina Kozłowo (Landgemeinde Groß Koslau, 1938 bis 1945 Großkosel) im Powiat Nidzicki (Kreis Neidenburg), bis 1998 der Woiwodschaft Olsztyn, seither der Woiwodschaft Ermland-Masuren zugehörig. Die Zahl der Einwohner belief sich 2011 auf 91.

## Kirche

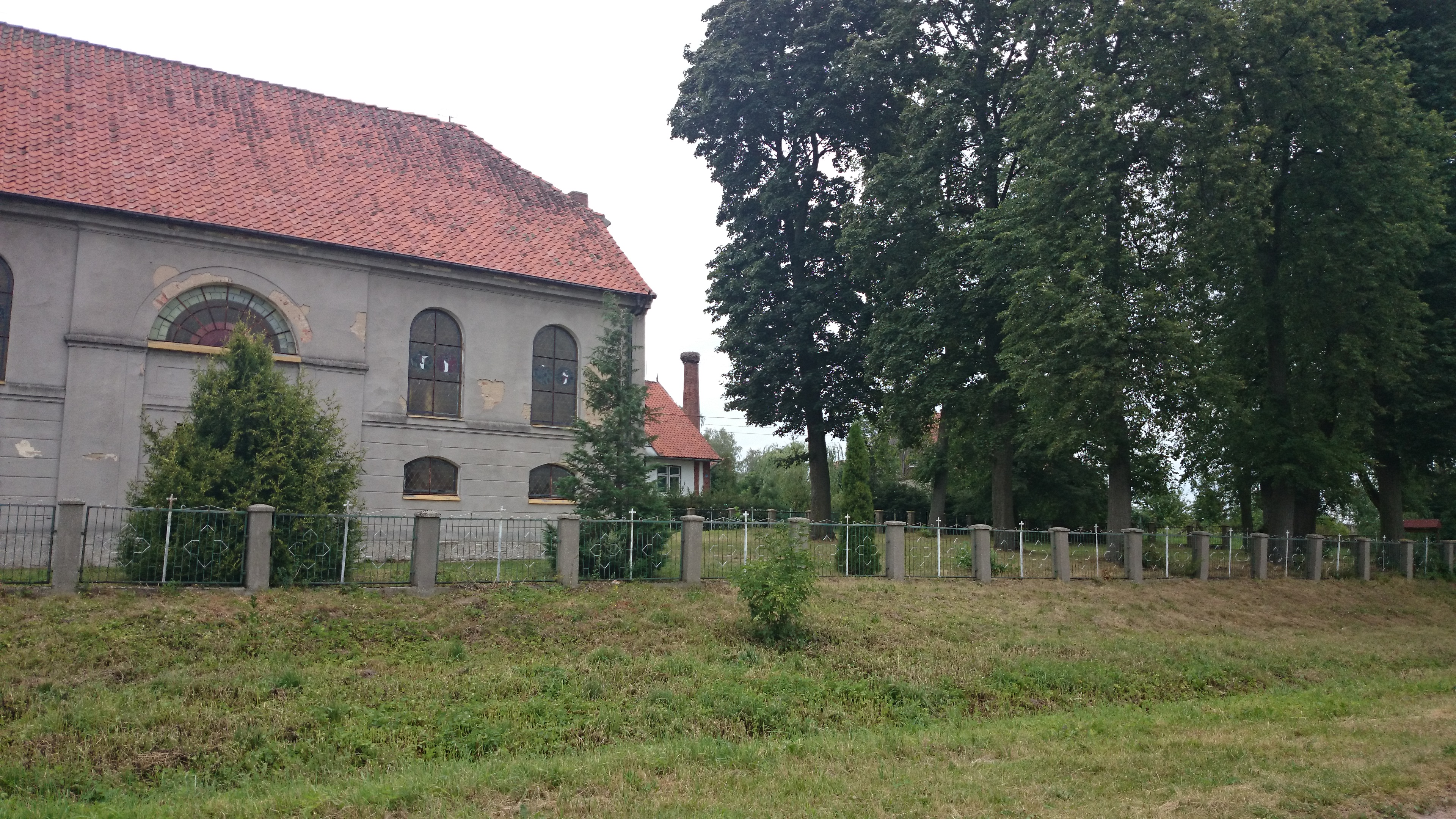
Teilansicht der Kirche in Dziurdziewo (mit Storchennest)

### Kirchengebäude
Eine Kirche hat es in Dziurdziau bereits im 16. Jahrhundert gegeben. Sie soll aufgrund mangelnde Instandsetzung verfallen sein und musste 1825 durch einen Neubau ersetzt werden. Es handelt sich um einen massiven Rechteckbau mit quadratischem Westturm. Der Innenraum ist einfach gehalten und wurde langjähriger Nutzung durch die evangelische Kirche nach 1945 von der römisch-katholischen Kirche ihren Bräuchen entsprechend verändert.

### Kirchengemeinde

#### Evangelisch
Von 1584 bis 1945 bestand in Dziurdziau (Thalheim) eine evangelische Kirchengemeinde. Anfangs noch selbständig wurde sie ab 1670 eine Filialgemeinde von Skottau (polnisch Szkotowo), danach wieder selbständig, aber mit Skottau eine „Vereinigte Kirchengemeinde“. Pfarramtssitz war bis 1945 das Dorf Skottau im Kirchenkreis Neidenburg (Nidzica) in der Kirchenprovinz Ostpreußen der Kirche der Altpreußischen Union. Heute gehören die wenigen hier lebenden evangelischen Kirchenglieder zur Heilig-Kreuz-Kirche Nidzica in der Diözese Masuren der Evangelisch-Augsburgischen Kirche in Polen, die im nahegelegenen Gardyny (Groß Gardienen) eine Filialkirche unterhält.

#### Römisch-katholisch
Vor 1945 waren die wenigen Katholiken in Dziurdziau (Thalheim) der Pfarrei Thurau (polnisch Turowo) zugehörig. Heute ist die einst evangelische Kirche in Dziurdziewo ein römisch-katholisches Gotteshaus und – wie ehedem – eine Filialkirche von Szkotowo (Skottau) im Erzbistum Ermland.

## Verkehr
Dziurdziewo liegt an einer Nebenstraße, die von der Stadt Działdowo (Soldau) aus den Südwesten der Woiwodschaft Ermland-Masuren durchzieht und bis nach Zybułtowo (Seewald) führt. In ihrem Verlauf verbindet sie verkehrsgünstig die Woiwodschaftsstraßen 537, 538, 544 und 545 miteinander.
Über eine Anbindung an den Bahnverkehr verfügt Dziurdziewo nicht.